# James Su Zhimin
James Su Zhimin (ur. 1 lub 10 lipca 1932) – chiński duchowny katolicki, biskup, więzień za wiarę.

## Biografia
Sakry biskupiej udzielił mu 2 maja 1988 prefekt apostolski Yixianu Peter Liu Guandong. Uroczystość została przeprowadzana potajemnie.
Do 1993 był biskupem pomocniczym Baodingu, następnie koadiutorem biskupa tej diecezji Petera Chena Jianzhanga, a po jego śmierci 23 grudnia 1994 został ordynariuszem. Jednak władzę w diecezji mógł objąć dopiero w czerwcu 1995.
Przed 1996 spędził 26 lat w więzieniach i obozach pracy. W 1996 ponownie aresztowany i uznany za kontrrewolucjonistę za odmowę przystąpienia do Patriotycznego Stowarzyszenia Katolików Chińskich. Uciekł, jednak został kolejny raz aresztowany w 1997. Od tego czasu władze państwowe przetrzymują go w nieznanym miejscu. Po 1997 widziany był tylko raz - w 2003 w jednym ze szpitali.
Prześladowania dotykają również członków rodziny biskupa, którzy starają się u władz o jego zwolnienie.
Diecezja Baoding uważana jest za bastion Kościoła „podziemnego”.